# Anna (profetes)
Anna of Hanna was volgens Lucas 2:36-38 een hoogbejaarde profetes die altijd in de Joodse tempel was, waar ze God dag en nacht diende met vasten en bidden. Ze was de dochter van Fanuel, uit de stam Aser. Ze had zeven jaar met haar man geleefd en was vierentachtig jaar weduwe.
Op het moment dat Jozef en Maria naar de tempel kwamen om een offer te brengen vanwege Jezus' geboorte, kwam Anna naar hen toe. Ze "bracht hulde aan God en sprak over Jezus met allen die uitzagen naar de bevrijding van Jeruzalem."

## Leeftijd
Het is omstreden of de genoemde vierentachtig jaar duidt op het weduwschap van Anna of haar leeftijd. In sommige interpretaties wordt 84 beschouwd als een symbolische verwijzing naar 12 maal 7 jaar voor iedere stam van de Israëlieten.

## Galerij

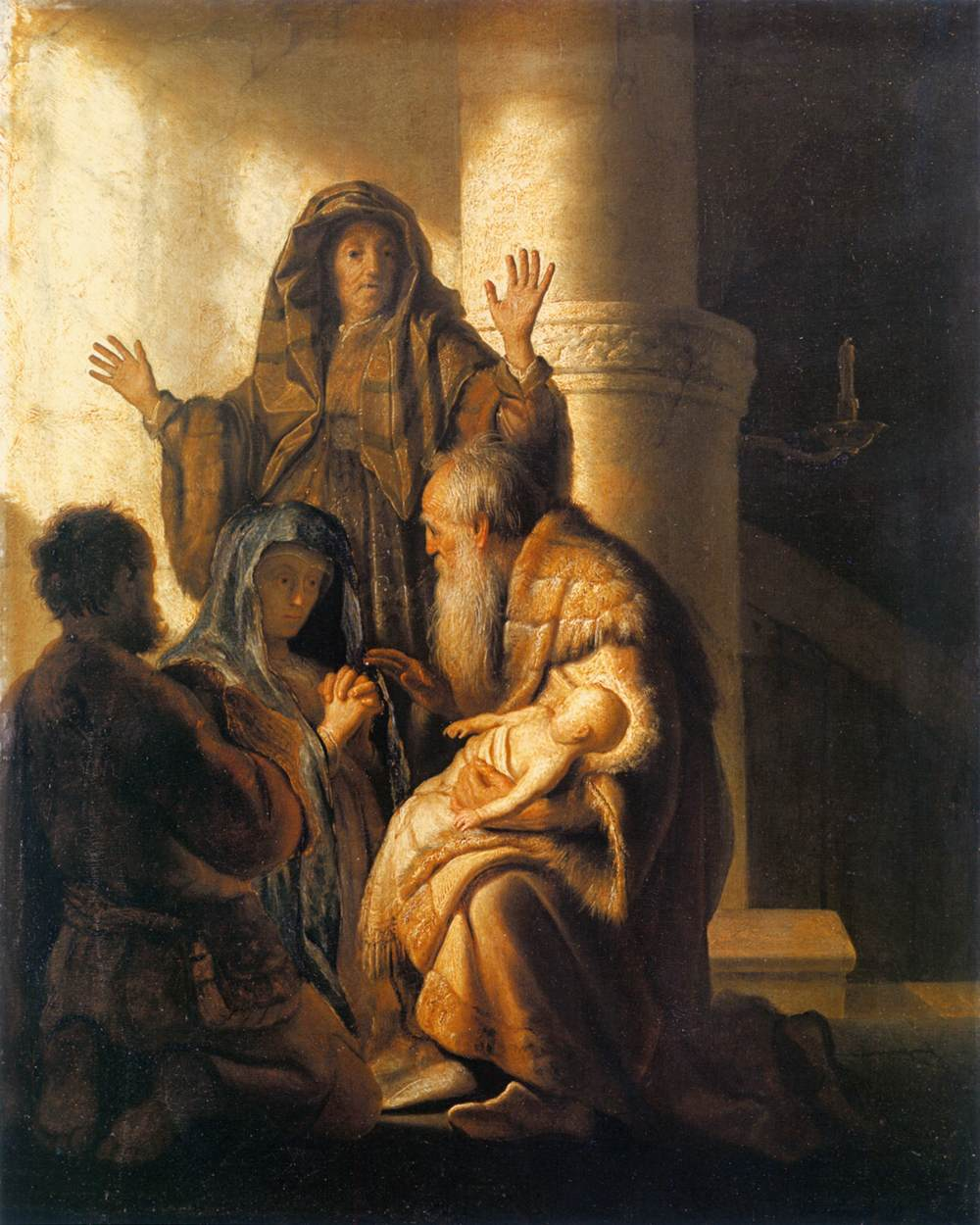
Anna en Simeon in de Tempel - Rembrandt
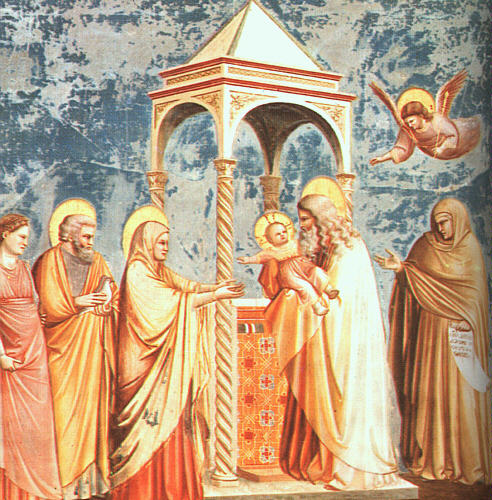
Anna bij de Opdracht in de Tempel - Giotto, Scrovegnikapel, Padua